# اف‌ان ارستال
فابریک ناسیونال ارستال (به فرانسوی: Fabrique Nationale d'Hersta) شناخته شده با عنوان اف‌ان ارستال کارخانه اسلحه‌سازی بلژیکی است که در شهر کوچک ارستال در نزدیکی لیژ واقع شده‌است. شماری از مهمترین سلاح‌های سبک جهان از طراحی‌های شرکت فابریک ناسیونال محسوب می‌شوند و بیش از یکصد کشور جهان سلاح‌های این شرکت بلژیکی را در نیروهای مسلح خود به‌کار می‌گیرند.
فابریک ناسیونال یک شرکت خصوصی است که در سال ۱۸۸۹ تأسیس شد. این شرکت اکنون بخشی از گروه صنعتی ارستال است که علاوه بر فابریک ناسیونال شرکت‌های آمریکایی برونینگ و وینچستر را نیز در اختیار دارد. خود ِ فابریک ناسیونال ارستال نیز به عنوان شرکت مادر دو شرکت زیرمجموعه را در مک‌لین ِ ویرجینیا و کلمبیای کارولینای جنوبی تأسیس کرده‌است که فروش و بازاریابی فابریک ناسیونال در ایالات متحده و ساخت سلاح‌های مورد استفاده ارتش و پلیس آمریکا را بر عهده دارند.

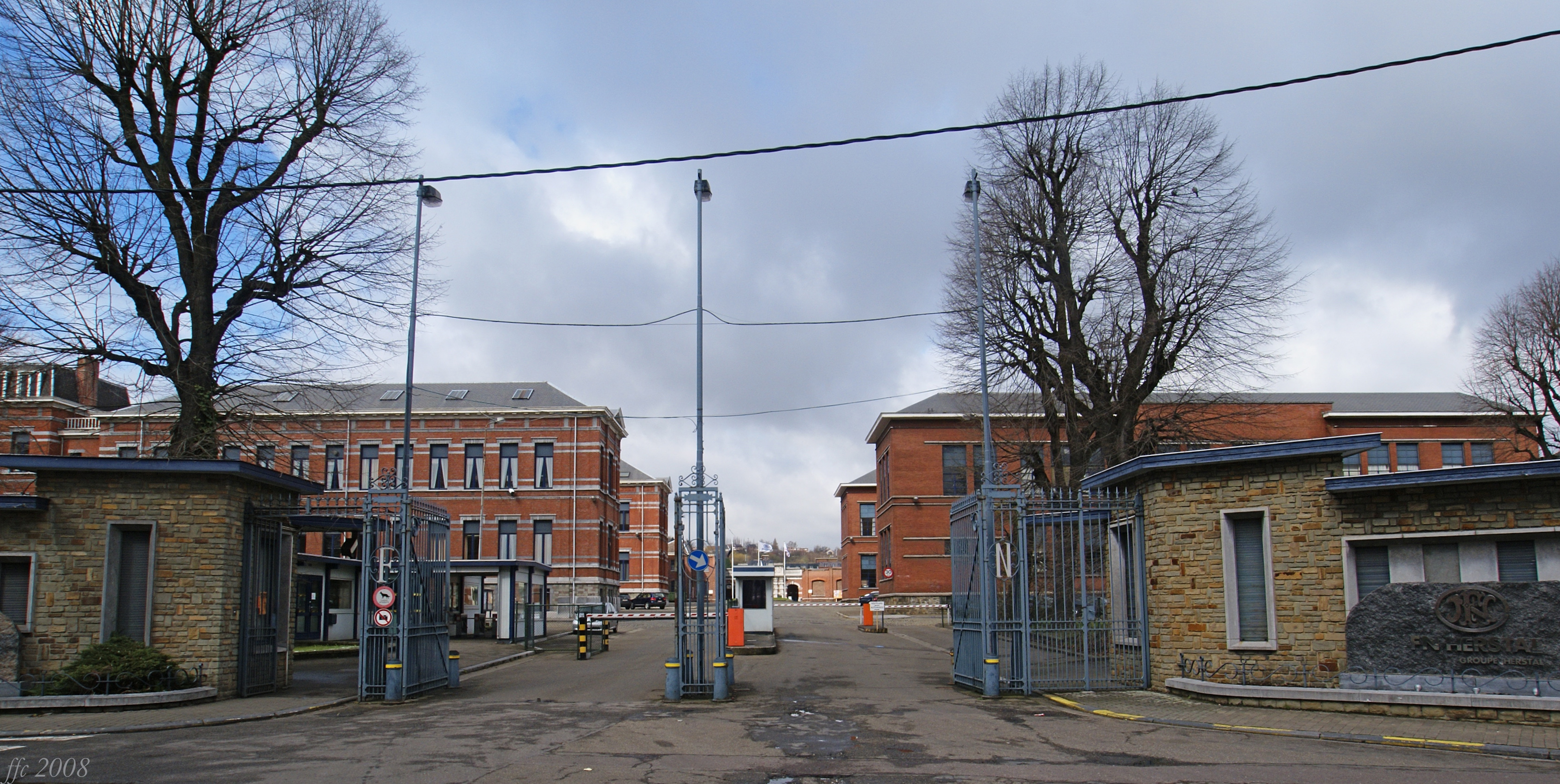
کارخانه فابریک ناسیونال در ارستال

تفنگ جنگی اف‌ان فال که در بلوک غرب جایگاهی مشابه کلاشنیکف در بلوک شرق داشت، تپانچه برونینگ که از زمان ساخت خود در اواخر دهه ۱۹۳۰ یکی از محبوب‌ترین تپانچه‌های دنیا محسوب می‌شود، مسلسل چندمنظوره اف‌ان ام‌آژ که از موفق‌ترین سلاح‌ها در نوع خود محسوب می‌شود و مسلسل سبک اف‌ان مینیمی که تقریباً تمامی کشورهای عضو ناتو آن را به عنوان مسلسل سبک اصلی خود برگزیده‌اند در کنار سلاح‌های جدیدتری چون پیستول فایو سون، تفنگ تهاجمی اف‌ان‌سی، مسلسل دستی پی۹۰ از موفق‌ترین سلاح‌های طراحی‌شده توسط شرکت فابریک ناسیونال به‌شمار می‌روند. همچنین سلاح‌های دیگری چون مسلسل سنگین ام۲ برونینگ، مسلسل هدایت پذیر از دور deFNder و تفنگ تهاجمی ام۱۶ نیز با اخذ مجوز از سازنده آمریکایی در این شرکت تولید می‌شوند.

## سلاح‌ها

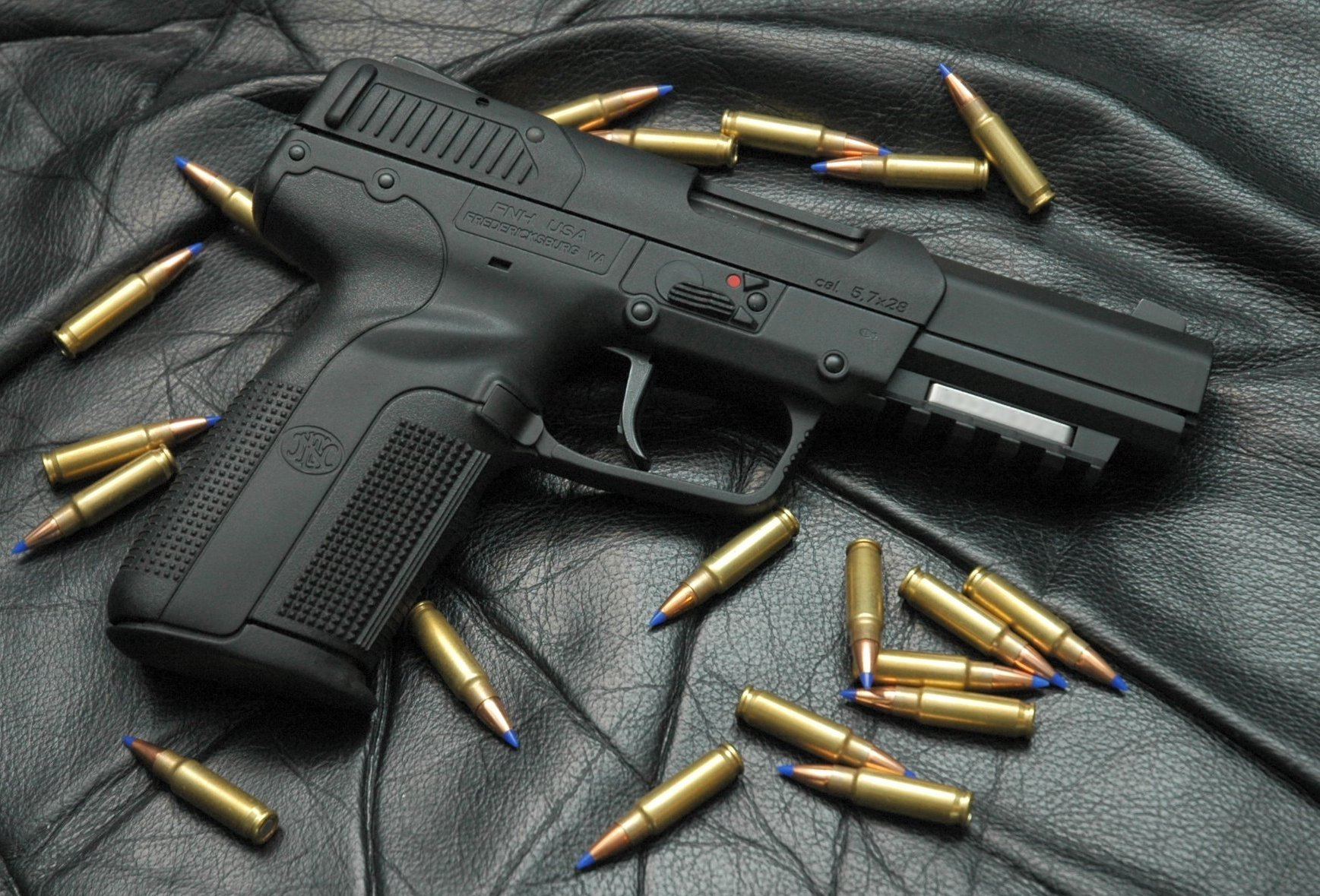
تپانچه فایوسون و فشنگ‌های ۵.۷x۲۸ از تازه‌ترین طراحی‌های فابریک ناسیونال
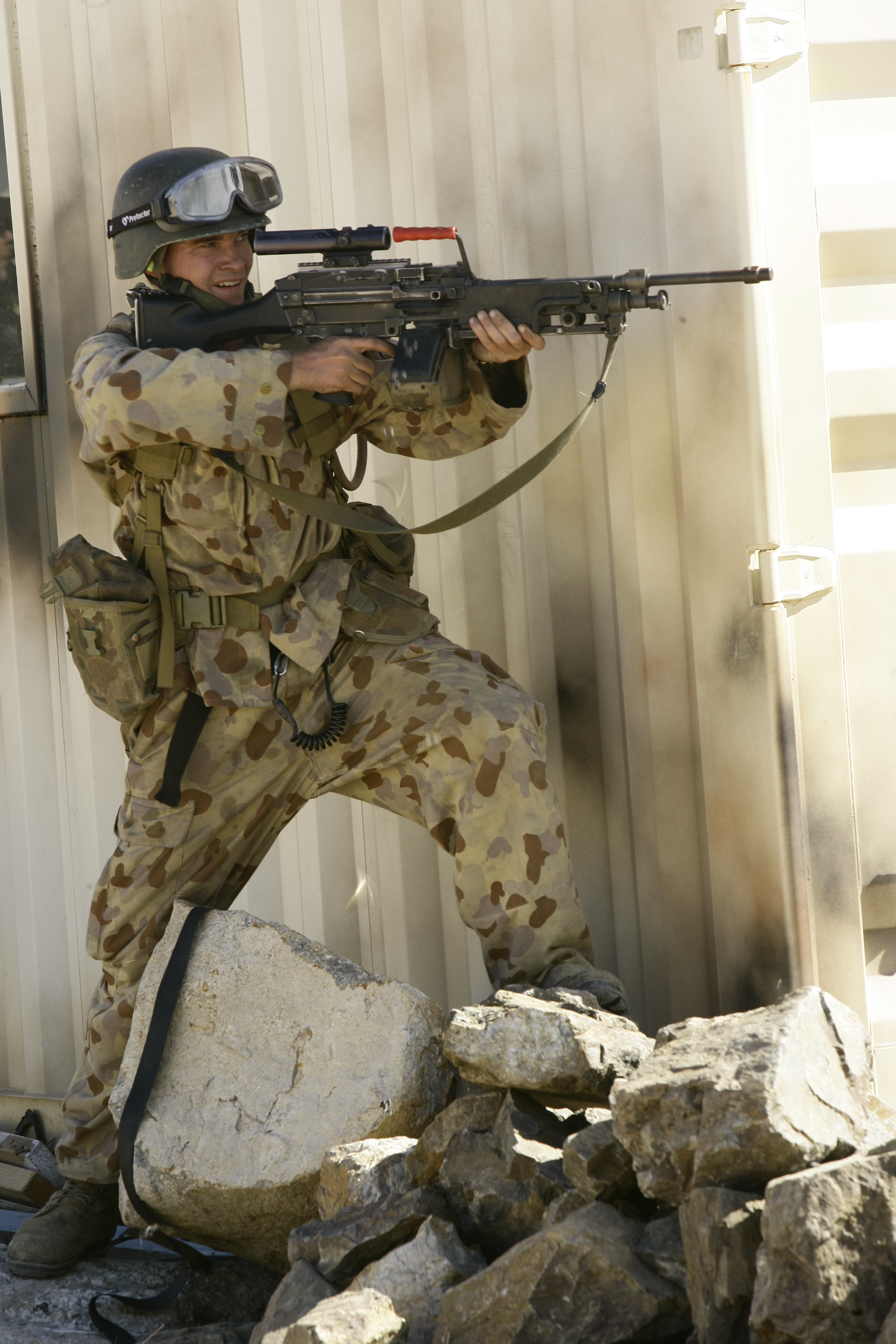
مسلسل سبک اف‌ان مینیمی به صورت تفنگ اتوماتیک نیز قابل استفاده است
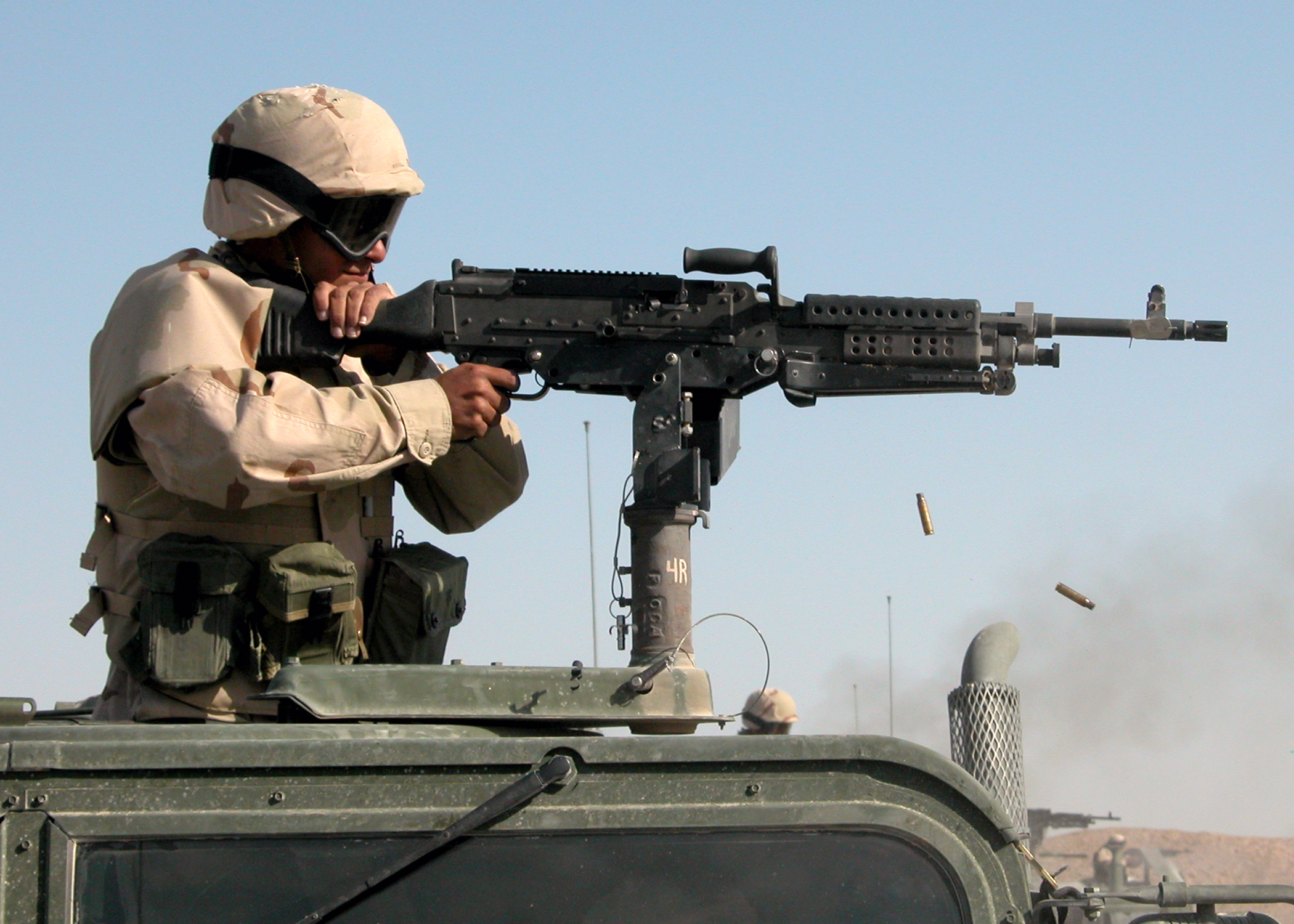
مسلسل چندمنظوره اف‌ان ام‌آژ
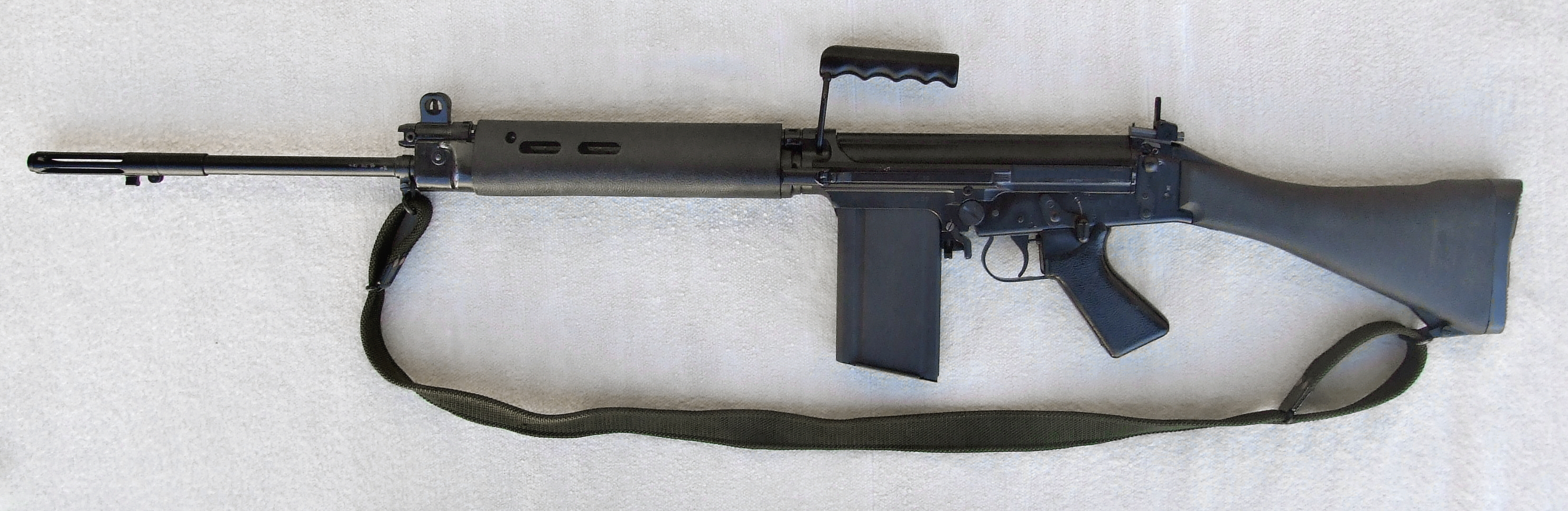
تفنگ جنگی ۷.۶۲ م‌م اف‌ان فال
تفنگ تهاجمی ۵.۵۶ اف‌ان‌سی
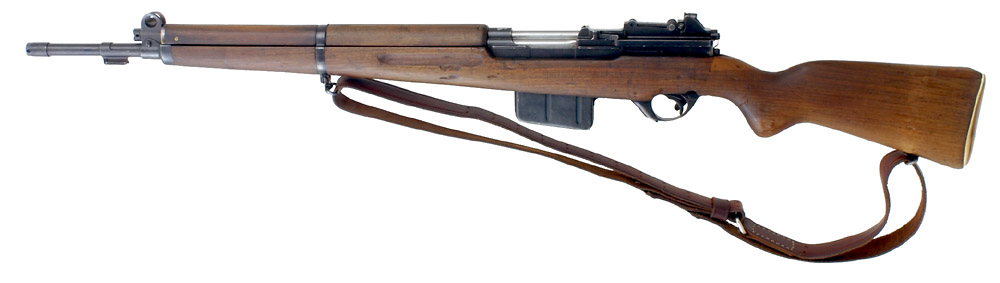
تفنگ جنگی نیمه‌اتوماتیک ۷.۶۲ م‌م اف‌ان ۴۹